# Логинов, Яков Кондратьевич
Яко́в Кондратьевич Ло́гинов (1897, Невьянский завод, Екатеринбургский уезд, Пермская губерния, Российская империя — ????, СССР) — партийный и советский деятель, организатор образования, директор Пермского химико-технологического института (1932—1933), первый секретарь Куединского районного комитета ВКП(б) (апрель 1937 — сентябрь 1937).

## Биография
Родился в семье служащих в 1897 году в Невьянском заводе, Екатеринбургский уезд, Пермская губерния, Российская империя.
С 1910 по 1913 год учился в Невьянском городском 4-классном училище, с 1914 по 1917 год — в реальном училище.
В июне 1918 года мобилизован в ряды Красной армии, участник Гражданской войны. В июле 1924 года был демобилизован.
С июля 1924 года работал секретарём Сибирского общества содействия обороне СССР. В январе 1927 года назначен информатором Сибирского районного исполнительного комитета. Через год стал инструктором Сибирского райисполкома. С октябрь 1928 по 1929 год был заведующим организационным отделом Пермского окружного исполнительного комитета.
В 1929 году назначен заместителем ректора Пермского государственного университета. С 1931 по 1932 год заведовал Пермским городским отделом народного образования. В 1932 году стал директором Пермского химико-технологического института.
В 1933 году стал заместителем председателя Пермского городского исполнительного комитета. С апреля 1935 года на партийной работе, заместитель заведующего отделом партийных кадров Пермского городского комитета ВКП(б). В октября 1936 года был избран втором секретарём Куединского районного комитета ВКП(б), уже через полгода Логинов стал первым секретарём Куединского РК ВКП(б). Возглавлял райком до сентября 1937 года.
Дата и место смерти неизвестно.